# Bonsignore (cognome)
Bonsignore è un cognome di lingua italiana.

## Varianti
Bonsi, Bonsignori.

## Origine e diffusione
Il cognome è tipicamente centro-settentrionale.
Potrebbe costituire una variante di Boni e significare "che tu sia un buon signore". È affine al cognome Signore.
Può derivare anche dal nome proprio medievale Bonsignore, come nel caso dei  Bonsignori di Siena.

## Persone
- Gioacchino Bonsignore – giornalista italiano
- Giovanni Bonsignore – funzionario italiano
- Lavinia Bonsignore – costumista italiana
- Vito Bonsignore - politico italiano
- Alessandro Bonsignore - avvocato italiano
- Antonio Bonsignore - carabinieri italiano